# Финокки, Людвиг Бернардович
Людвиг Бернардович Финокки (итал. Luigi Finocchi; ранее 1825 — после 1881) — российский оперный певец итальянского происхождения, солист Большого театра (1855—1881).

## Биография
В 1840-е годы пел в Вероне (в частности, в 1843 г. — партию Сполетто).
С 1860-х годов выступал в итальянской труппе Большого театра (Москва), а затем также и в русской труппе, несмотря на плохое владение русским языком. Имел успех в партии Мефистофеля («Фауст» Ш. Гуно, постановка 1866 года).
С годами, утратив голос, перешёл на второстепенные роли (Асфанез — «Юдифь» А. Н. Серова), сохраняя искажённое произношение русского текста. Пресса тех лет отмечала и музыкальную фальшь в его исполнении.
Был первым исполнителем партий Нечая Шалыгина («Воевода» П. И. Чайковского, 1869), Князя Василия («Карпатская роза» С. Саломана, 1867).
Исполнял также партии:
- Тристан Эремит — «Эсмеральда» Ф. Кампаны (1866)
- Мефистофель — «Фауст» Ш. Гуно (1866)
- Клод Фролло — «Эсмеральда» А. С. Даргомыжского (1866)
- Дон Альфонсо — «Лукреция Борджиа» Г. Доницетти (1866)
- Богдан — «Дети степей, или Украинские цыгане» А. Г. Рубинштейна (1867)
- Добрыня Никитич — «Рогнеда» А. Н. Серова (1868)
- Дон Диего — «Африканка» Дж. Мейербера (18.12.1871, Москва, Итальянская опера)
- Дон Перец — «Каталонская месть» Ф. Маркетти (23.10.1877, Итальянская опера, Большой театр)
- Судья — «Бал-маскарад» Дж. Верди (1880)
- Светозар — «Руслан и Людмила» М. И. Глинки
- Зарецкий — «Евгений Онегин» П. И. Чайковского (1881)
- Аччано — «Ломбардцы в первом крестовом походе» Дж. Верди

Его партнёрами были: А. Д. Александрова-Кочетова, А. Р. Анненская, А. И. Барцал, В. Бианки, Е. Верни, М. П. Владиславлев, К. Де Лазари, С. В. Демидов, А. Ильина, Ю. Я. Махина, А. Николаев, И. И. Онноре, Д. А. Орлов, А. Патти, П. А. Радонежский, А. С. Раппорт, О. Р. Фюрер, П. А. Хохлов. Выступал с дирижёрами Э. М. Бевиньяни, Э. Н. Мертеном, И. О. Шрамеком.